# Alessja Sajzawa
Alessja Michajlauna Sajzawa (belarussisch Алеся Міхайлаўна Зайцава, beim Badminton-Weltverband nach englischer Transkription Alesia Zaitsava; * 14. August 1985 in Brest, Weißrussische SSR, Sowjetunion) ist eine belarussische Badmintonspielerin.

## Karriere
Alessja Sajzawa gewann in Belarus mehr als zehn nationale Titel. 2009, 2010 und 2011 nahm sie an den Badminton-Weltmeisterschaften teil. 2009 und 2012 siegte sie auch bei den Slovak International. 2012 qualifizierte sie sich für die Olympischen Sommerspiele in London.